# Svalbard
Svalbard ( ? i  escolteu-ne la pronunciació en noruec)(AFI: [ˈsʋɑ(ː)lbɑːɾ]; abans conegut pel nom holandès de Spitsbergen) és un arxipèlag noruec de l'oceà Àrtic. Comprès entre la Terra de Francesc Josep i Grenlàndia, al nord de l'Europa continental, és a mig camí entre la Noruega continental i el Pol Nord. L'illa més gran és la Spitsbergen, seguida de la Nordaustlandet, l'Edgeøya, l'illa de Barents, l'illot de Prins Karls Forland i altres illots menors.
L'arxipèlag és administrativament una àrea no incorporada del Regne de Noruega, ja que no és considerat un comtat d'aquest país. L'any 2016 l'arxipèlag tenia 2.654 habitants. La capital és Longyearbyen, el principal assentament situat a l'illa de Spitsbergen on hi ha la majoria de la població (de 2.154 habitants el 2015); és l'únic assentament de Svalbard on hi ha un govern local escollit democràticament. Els altres assentaments són la comunitat minera russa de Barentsburg, l'estació d'investigació de Ny-Ålesund, la comunitat minera de Sveagruva i l'estació polonesa de Hornsund. Svalbard és l'indret més septentrional del món amb una població civil permanent. Hi ha altres assentaments més al nord, però només hi viuen grups d'investigadors, com és el cas de la comunitat d'Alert al Canadà.
Les illes van tenir un paper important als segles XVII i xviii, quan eren la base per a la caça de balenes a les costes del mar de Noruega. Després, però, quedaren abandonades i no hi tornà a haver activitat fins a principis del segle xx, quan s'inicià la mineria de carbó a l'arxipèlag i s'hi van establir assentaments permanents. El tractat de Svalbard del 1920 reconeix la sobirania del Regne de Noruega sobre l'arxipèlag i estableix que es tracta d'una zona franca i desmilitaritzada. La noruega Store Norske i la russa Arktikugol continuen sent les úniques empreses mineres a l'arxipèlag. La investigació i el turisme s'han convertit en importants indústries complementàries, amb la Universitat Central de Svalbard (UNIS) i el Magatzem de llavors de Svalbard que tenen un paper important. No hi ha carreteres que connectin els assentaments; els transports entre les comunitats són les motos de neu, els avions i els vaixells. L'aeroport de Svalbard-Longyear serveix d'entrada principal a l'arxipèlag.
L'arxipèlag té un clima polar, tot i que les temperatures són significativament més altes que en altres àrees situades a la mateixa latitud. La flora aprofita el llarg període de sol de mitjanit per compensar la nit polar. Pel que fa a la fauna, moltes aus marines hi troben aliment i l'arxipèlag és poblat principalment per l'os polar, el ren i la guineu àrtica. Set parcs nacionals i vint-i-una reserves naturals cobreixen dos terços de l'arxipèlag. Aproximadament el 60% de l'arxipèlag és cobert per glaceres, i a les illes hi ha moltes muntanyes i fiords.
Svalbard i Jan Mayen s'assignen col·lectivament l'ISO 3166-1 alpha-2 del país "SJ". Les dues àrees són administrades per Noruega, tot i que estan separades per una distància de més de 500 milles nàutiques (uns 950 quilòmetres) i tenen estructures administratives molt diferents.

## Geografia

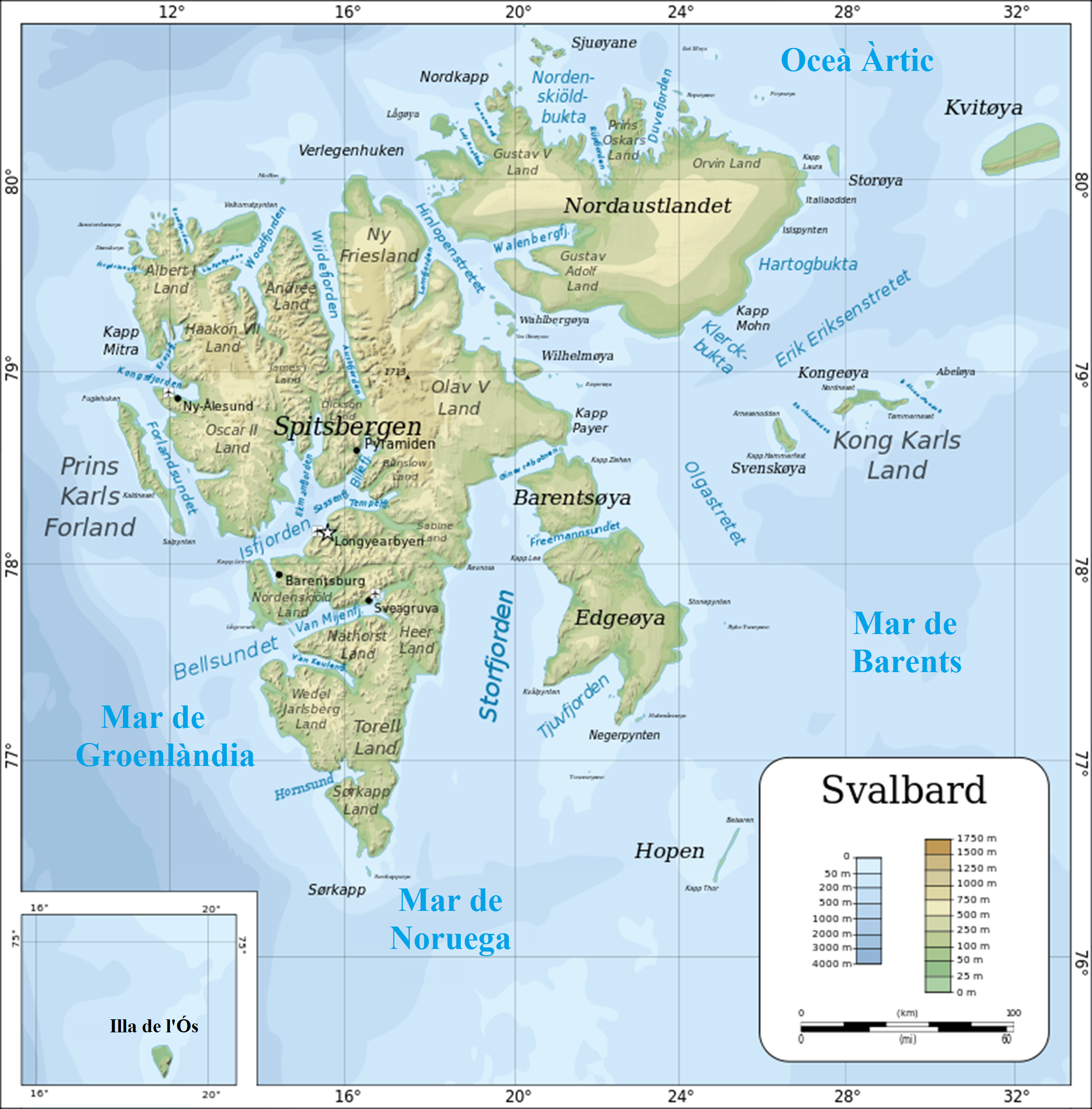
Mapa topogràfic de Svalbard.

Svalbard està format per totes les illes, illots i esculls situats entre 74° i 81° de latitud nord, i entre 10° i 35° de longitud est, segons defineix el tractat de Svalbard. La superfície terrestre és de 61.022 km², i és dominada per l'illa de Spitsbergen, que constitueix més de la meitat de l'arxipèlag, seguida de Nordaustlandet i Edgeøya. Tots els assentaments estan ubicats a l'illa de Spitsbergen excepte les estacions d'investigació meteorològica a l'illa de l'Ós i a la de Hopen. L'estat noruec va prendre possessió de tota la terra no reclamada, el 95,2% de l'arxipèlag, en el moment en què el Tractat de Svalbard va entrar en vigor. L'empresa Store Norske posseeix el 4% del territori, Arktikugol el 0,4%, i altres propietaris privats un altre 0,4%.

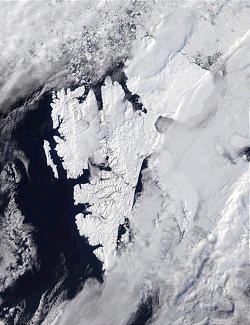
Imatge satèl·lit de l'arxipèlag.

Com que Svalbard està situat al nord del cercle polar àrtic hi toca el sol de mitjanit a l'estiu i la nit polar a l'hivern. Als 74° nord, el sol de mitjanit dura 99 dies i la nit polar en dura 84, mentre que les xifres corresponents als 81° són 141 i 128 dies. A Longyearbyen, el sol de mitjanit dura del 20 d'abril al 23 d'agost, i la nit polar dura del 26 d'octubre al 15 de febrer. A l'hivern, la combinació de la lluna plena i la neu reflectant poden generar més llum.
Una gran glacera cobreix 36,502 km² de l'arxipèlag, que representen el 60% de la superfície total de Svalbard. El 30% és roca estèril mentre que el 10% és de vegetació. La glacera més gran és l'Austfonna (8.412 km²) a l'illa de Nordaustlandet, seguida de la d'Olav V Land i la de Vestfonna. Durant l'estiu, es pot esquiar des del sud de Sørkapp fins al nord de Spitsbergen per l'estret espai que no està cobert per glaceres, ja que el 99,3% de l'àrea de l''illa de Kvitøya està coberta per glaceres.
| Illa                | Superfície (km²) |
| ------------------- | ---------------- |
| Spitsbergen         | 37.673 km²       |
| Nordaustlandet      | 14.443 km²       |
| Edgeøya             | 5.074 km²        |
| Barentsøya          | 1.288 km²        |
| Kvitøya             | 682 km²          |
| Prins Karls Forland | 615 km²          |
| Kongsøya            | 191 km²          |
| Illa de l'Ós        | 178 km²          |
| Svenskøya           | 137 km²          |
| Wilhelmøya          | 120 km²          |

El relleu de Svalbard es va crear a través de les repetides edats de gel, quan les glaceres van erosionar l'antic altiplà formant fiords, valls i muntanyes. El punt més alt és el Newtontoppen (1.717 metres), seguit del Perriertoppen (1.712 metres), el Ceresfjellet (1.675 metres), el Chadwickryggen (1.640 metres) i el Galileotoppen (1.637 metres). El fiord més llarg és el Wijdefjorden (108 km), seguit de l'Isfjorden (107 km), el Van Mijenfjorden (83 km), el Woodfjorden (64 km) i el Wahlenbergfjorden (46 km). Svalbard va experimentar el terratrèmol més fort registrat mai a Noruega el 6 de març de 2009, amb una magnitud de 6,5 en l'escala de Richter.

### Clima

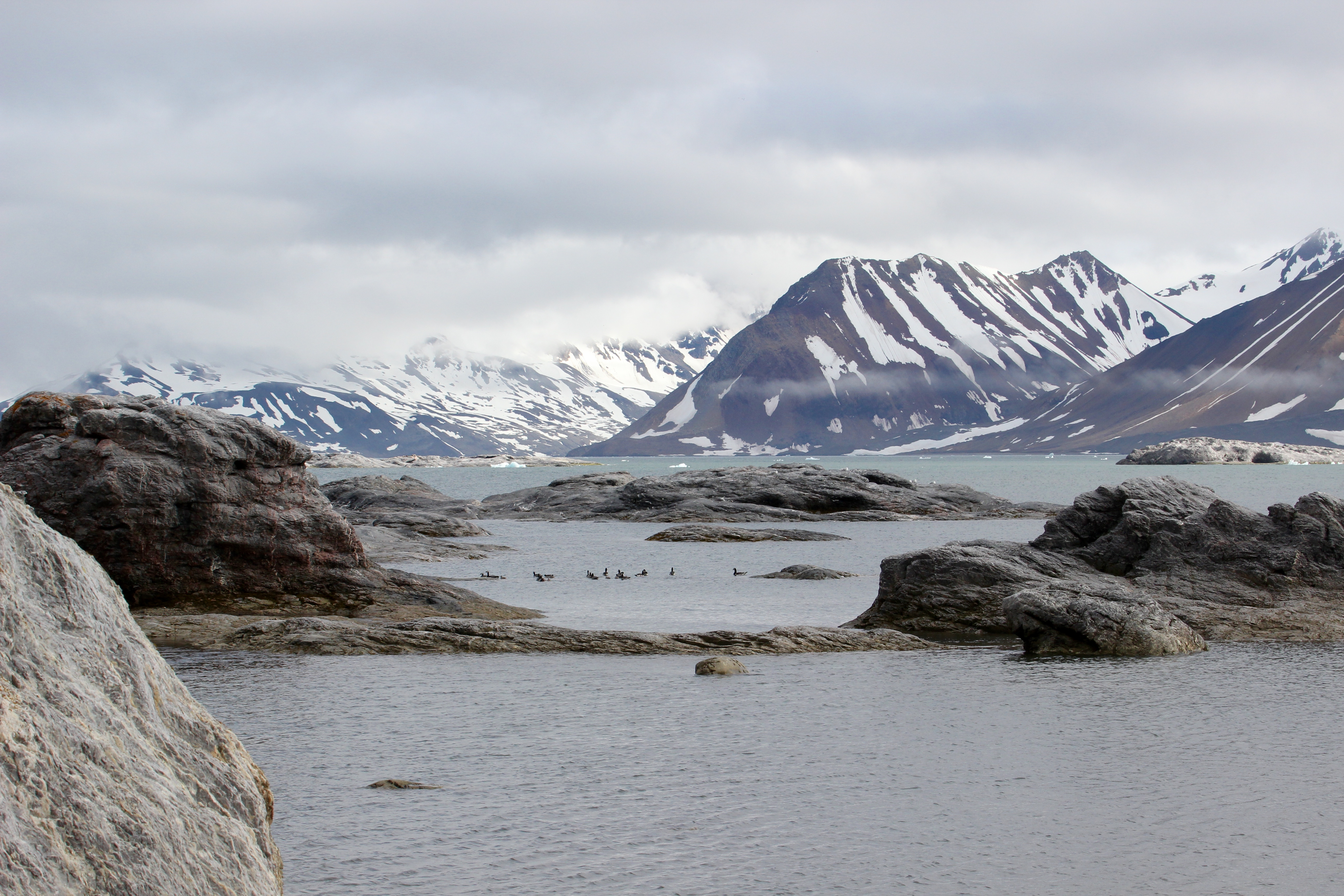
La muntanya Gnålberget al sud de l'arxipèlag en un dia boirós.

L'elevada latitud de Svalbard fa que tingui una temperatura mitjana a l'estiu de 4 a 6 °C i al gener de -16 a -12 °C. El corrent de l'Atlàntic Nord modera les temperatures de l'arxipèlag, en particular durant l'hivern. Les temperatures hivernals poden arribar a baixar dels -30 °C, com és el cas en latituds similars a Rússia i al Canadà. L'aigua càlida de l'Atlàntic manté les aigües costaneres obertes i navegables la major part de l'any. En les àrees i les valls interiors dels fiords, a recer de les muntanyes, s'hi donen oscil·lacions tèrmiques més grans que a la costa, amb uns 2 °C de diferència a l'estiu i uns 3 °C a l'hivern. Al sud de la Spitsbergen, la temperatura és lleugerament superior que al nord i a l'oest. Durant l'hivern, la diferència de temperatura entre el sud i el nord és d'uns 5 °C, i al voltant de 3 °C a l'estiu. A l'illa de l'Ós les temperatures mitjanes encara són més altres que a la resta de l'arxipèlag.
En aquest arxipèlag és on l'aire fred polar del nord toca amb l'aire càlid humit del sud, el que genera baixes pressions, temps variable i vents forts, sobretot a l'hivern. En la temporada estival, sobretot prop de la costa, la boira és habitual, amb una visibilitat inferior a un quilòmetre. Les precipitacions són freqüents a Svalbard però de baixa intensitat, generalment menys de 400 mil·límetres per any a l'oest de Spitsbergen. En canvi, a la zona deshabitada de l'est poden arribar-hi a caure més de 1.000 mil·límetres.

## Història

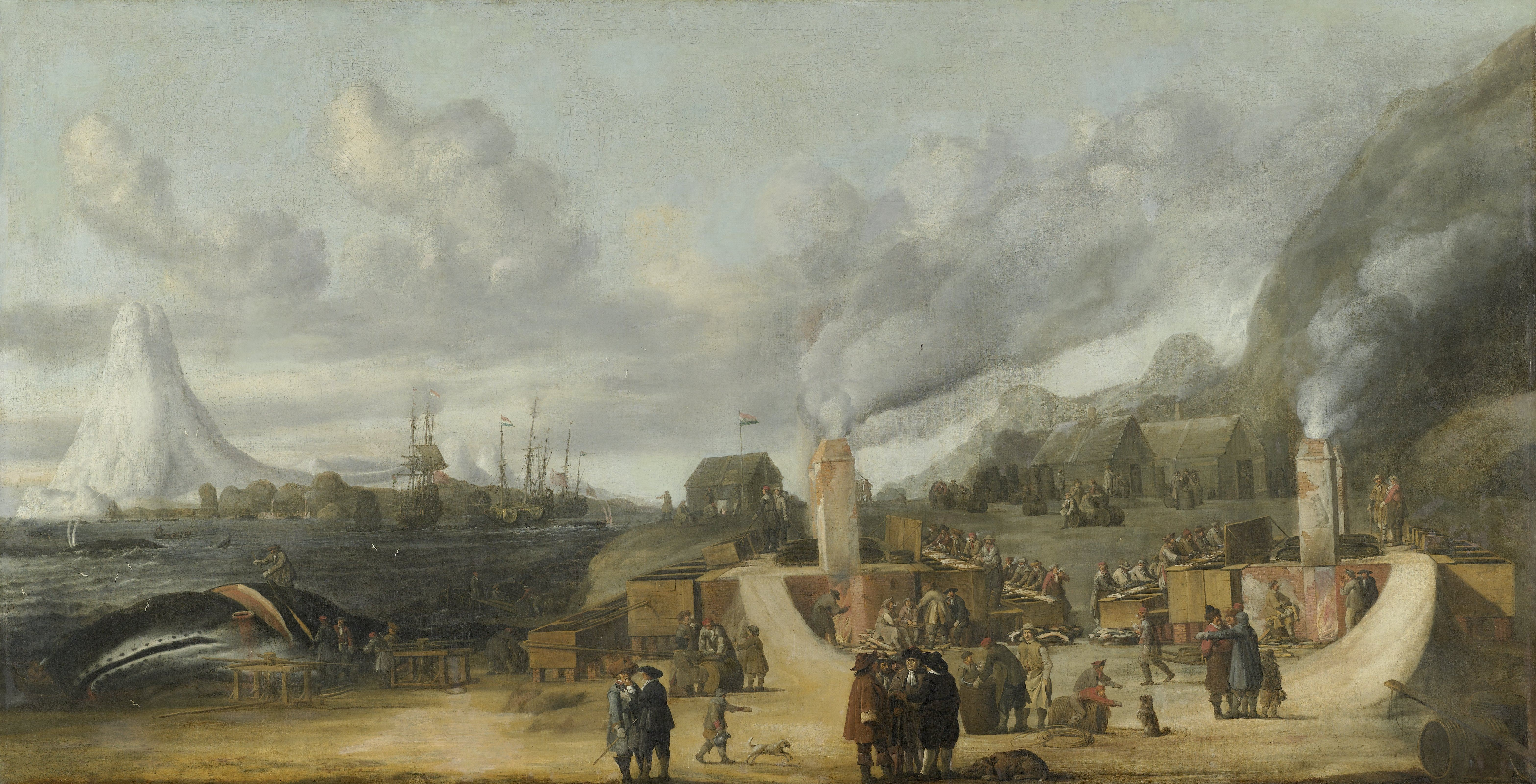
L'estació balenera de la cabra d'Amsterdam de la Companyia del Nord a Smeerenburg, per Cornelis de Man (1639).

És probable que els escandinaus ja haguessin descobert Svalbard al segle xii. Hi ha documents nòrdics tradicionals d'una terra coneguda com a Svalbarð -literalment "fredes costes"-, encara que aquest nom podria haver-se referit a l'illa de Jan Mayen, o una part de l'est de Groenlàndia. Fou aleshores quan pensaren que tant Svalbard com Groenlàndia estaven connectats a l'Europa continental. Segurament en aquest període ja hi havia caça i pesca a l'arxipèlag. L'holandès Willem Barentsz fou el primer descobridor de l'arxipèlag el 1596, quan albirà la costa a la recerca de la ruta del mar del Nord.
El nom de Spitsbergen (literalment "muntanyes punxegudes") s'originà amb Barentsz, quan veié les muntanyes punxegudes a la costa oest de l'illa principal. Tanmateix, quan Barentsz batejà l'arxipèlag, aquest ja tenia un nom al seu mapa de l'Àrtida del 1599, es deia Het Niewe Land ("La nova terra"). Barentsz no va saber mai que havia descobert un arxipèlag i, per tant, el nom de Spitsbergen es seguí utilitzant tant per a l'illa principal com per a tot l'arxipèlag.

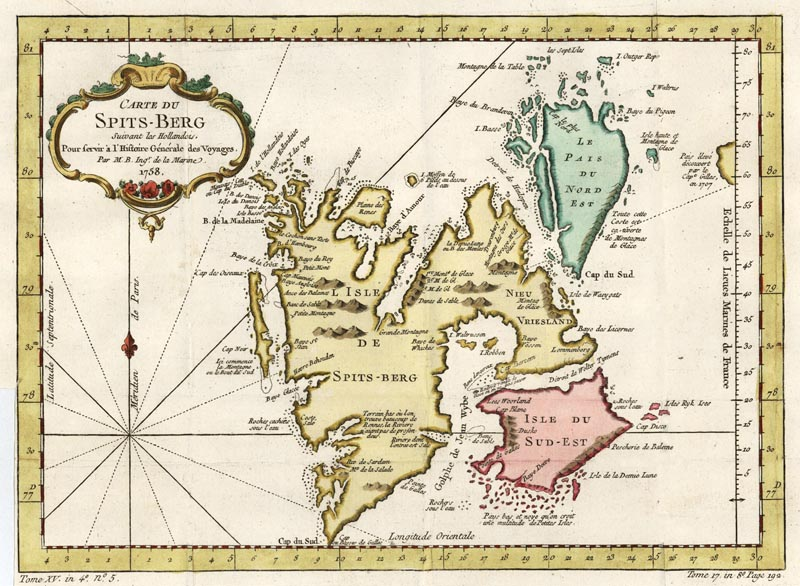
Mapa de l'arxipèlag del 1758.

El primer desembarcament conegut a la zona data del 1604, quan un vaixell anglès aterrà a l'Illa de l'Ós (en noruec: Bjørnøya) per caçar morses. Les expedicions cada cop van ser més freqüents, i Spitsbergen es convertí en una base per a la caça de la balena a les costes de Groenlàndia a partir del 1611. A causa de l'explotació il·legal de la naturalesa de la zona; anglesos, danesos, holandesos, i empreses i autoritats franceses van intentar impedir per la força l'entrada a l'arxipèlag de flotes d'altres països.
Smeerenburg fou un dels primers assentaments, establert pels holandesos el 1619. Anglesos, danesos i francesos van construir altres bases més petites. Al principi, els assentaments eren habitats només a l'estiu, però a partir de la dècada del 1630 un grup d'individus va començar a passar-hi l'hivern. La caça de balenes a Spitsbergen durà fins a la dècada del 1820, quan els baleners britànics, holandesos i danesos marxaren a una altra part de l'Àrtida. A finals del segle xvii arribaren caçadors russos a l'arxipèlag, que buscaven majoritàriament mamífers terrestres com l'os polar o la guineu àrtica. Després d'incursions britàniques a la mar de Barentsz el 1809, l'activitat russa a Svalbard disminuí, i cessà totalment a la dècada del 1820. La caça de la morsa per part de noruecs començà a la dècada del 1790. Els primers ciutadans noruecs que van arribar a Spitsbergen va ser un petit grup de samis de la regió de Hammerfest, que van ser contractats per formar part d'una expedició russa el 1795. Els noruecs abandonaren la caça de balenes gairebé al mateix temps que els russos. No obstant, la caça d'aquest animal continuà a petita escala a la zona de Spitsbergen fins a la dècada del 1830, i al voltant de l'Illa de l'Ós fins a la dècada del 1860.

### Inicis delseglexx
Durant la dècada del 1890 Svalbard s'havia convertit en una important destinació turística àrtica; s'havien trobat dipòsits de carbó i les illes eren utilitzades com a base per a l'exploració de l'Àrtida. La primera mina s'obrí el 1899 per part de noruecs a l'Isfjorden. El 1904 els britànics s'establiren a l'Adventfjorden. La producció a Longyearbyen, per interessos nord-americans, començà el 1908. La Store Norske s'establí el 1916, igual que altres interessos noruecs durant la guerra, en part per la compra dels interessos nord-americans.

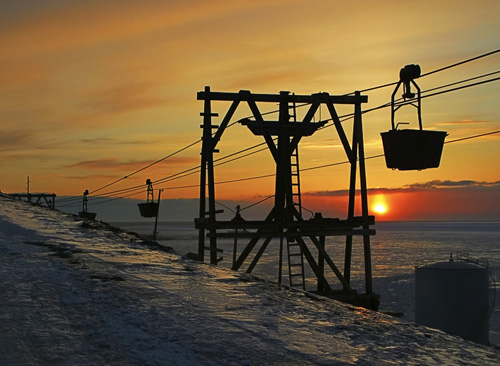
Tramvia aeri abandonat, prèviament utilitzat per al transport de carbó.

Les discussions sobre la sobirania de l'arxipèlag s'iniciaren a la dècada del 1910, però s'aturaren per la Primera Guerra Mundial. El 9 de febrer de 1920, després de la Conferència de Pau de París, es va signar el Tractat de Svalbard, que significa la concessió de la plena sobirania de l'arxipèlag a Noruega. El tractat va entrar en vigor el 14 d'agost de 1925, al mateix temps que la Llei de Svalbard, que regula l'arxipèlag. El primer governador, Johannes Gerckens Bassøe, va assumir el càrrec. L'arxipèlag ha estat tradicionalment conegut amb el nom de Spitsbergen, l'illa principal. Des de la dècada del 1920, Noruega canvià el nom de l'arxipèlag de Svalbard i l'illa principal es convertí en Spitsbergen. Kvitøya, la Terra del Rei Carles, Hopen i l'illa de l'Ós no foren considerades part de l'arxipèlag de Spitsbergen. Els russos han anomenat tradicionalment l'arxipèlag "Grumant" (Грумант). La Unió Soviètica conservà el nom de Spitsbergen (Шпицберген) per donar suport a les reivindicacions sobre el suposat descobriment rus de l'illa. El 1928, l'explorador italià Umberto Nobile i la tripulació de l'aeronau Itàlia s'estavellaren davant la costa de l'illa de Foyn. La premsa va cobrir àmpliament els rescats posteriors.

### Segona Guerra Mundial
A la Segona Guerra Mundial, el 8 de setembre de 1941, durant l'operació Gauntlet, es van evacuar tots els assentaments noruecs i soviètics de Svalbard per part de les tropes noruegues, britàniques i canadenques, i es van destruir les instal·lacions mineres i infraestructures per tal que no les poguessin utilitzar els nazis. Malgrat tot, Noruega va mantenir una petita guarnició a la costa de l'illa de Spitsbergen, que dos anys després va ser destruïda pels nazis durant l'operació Zitronella, mentre que també es van bombardejar els assentaments de Longyearbyen i Barentsburg. Posteriorment en una operació secreta es va instal·lar al nord de Spitsbergen un destacament de l'exèrcit alemany d'observació meteorològica, que després d'oferir importants serveis, va ser l'últim en rendir-se al final de la guerra, mesos després que Alemanya hagués signat la capitulació.
Després de la guerra, la Unió Soviètica proposà administrar l'arxipèlag juntament amb Noruega i encarregar-se de la defensa militar de Svalbard. Noruega rebutjà la proposta el 1947 i dos anys més tard s'uní a l'OTAN. La Unió Soviètica va conservar, però, una forta activitat civil a Svalbard, en part per assegurar-se que l'arxipèlag no fos utilitzat per l'OTAN.

### Després de la guerra

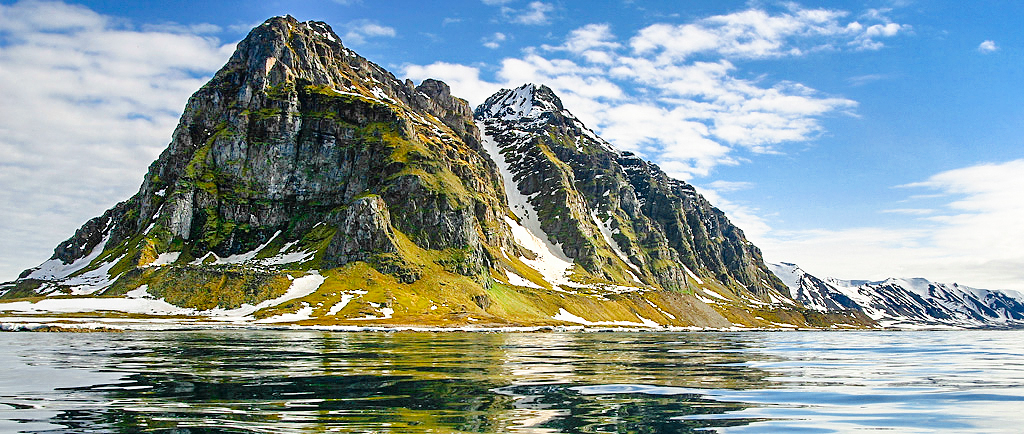
Prins Karls Forland fou protegit com a Parc Nacional de Forlandet el 1973.

Després de la guerra, es restablí l'activitat a Longyearbyen i Ny-Ålesund, mentre que la Unió Soviètica establí la mineria a Barentsburg, Pyramiden i Grúmant. A la mina de Ny-Ålesund hi van haver diversos accidents mortals, amb 71 persones mortes durant el període que va estar en funcionament (des del 1945 al 1954 i des del 1960 al 1963). A partir del 1964, Ny-Ålesund es convertí en un centre d'investigació avançada, amb una instal·lació de l'Organització d'Investigació Espacial Europea. Les proves de perforació de petroli s'iniciaren el 1963 i continuaren fins al 1984, però no es trobaren camps comercialment viables. A partir del 1960 es feren regulars els vols a la carta des del continent a un camp a Hotellneset. El 1975 s'inaugurà l'aeroport de Svalbard-Longyear, en servei durant tot l'any.
Dels poc menys de 4.000 habitants que hi havia a l'arxipèlag durant la Guerra Freda, una tercera part eren noruecs i la Unió Soviètica en va retenir els altres dos terços. L'activitat de Rússia ha disminuït considerablement des d'aleshores, passant de 2500 a 450 persones entre el 1990 i el 2010. Grúmant es tancà després que s'esgotessin les mines el 1962. Pyramiden fou tancada el 1998, però s'obri de nou el 2013 amb fins turístics. Les exportacions de carbó de Barentsburg cessaren el 2006 a causa d'un incendi, però es reprengueren el 2010. La comunitat russa també ha patit dos accidents aeris que han provocat la mort de 141 persones.
Longyearbyen va ser una ciutat d'investigació militar fins al 1989, quan es van estendre els serveis públics, la cultura i l'educació. El 1993 s'hi establí la primera universitat. Durant la dècada del 1990, el turisme augmentà i la ciutat va desenvolupar una economia independent de la Store Norske i la mineria. L'1 de gener de 2002 Svalbard va celebrar les seves primers eleccions, que se celebraren a Longyearbyen per escollir el govern local de la ciutat.
A finals del 2006, a la rodalia de Longyearbyen (Spitsbergen), es va començar a construir l'anomenada «Volta Global de Llavors». El 2010, a dos anys de la inauguració de la Volta, hi havia més de 500.000 mostres de llavors, i almenys una tercera part de les llavors dels cultius del món.

## Població
| Assentament  | 2007  | 2015  |
| ------------ | ----- | ----- |
| Longyearbyen | .2075 | 2.144 |
| Barentsburg  | 812   | 471   |
| Ny-Ålesund   | 25    | 130   |
| Hornsund     | 11    | 12    |
| Illa de l'Ós | 10    | 9     |
| Sveagruva    | 9     | 225   |

### Demografia

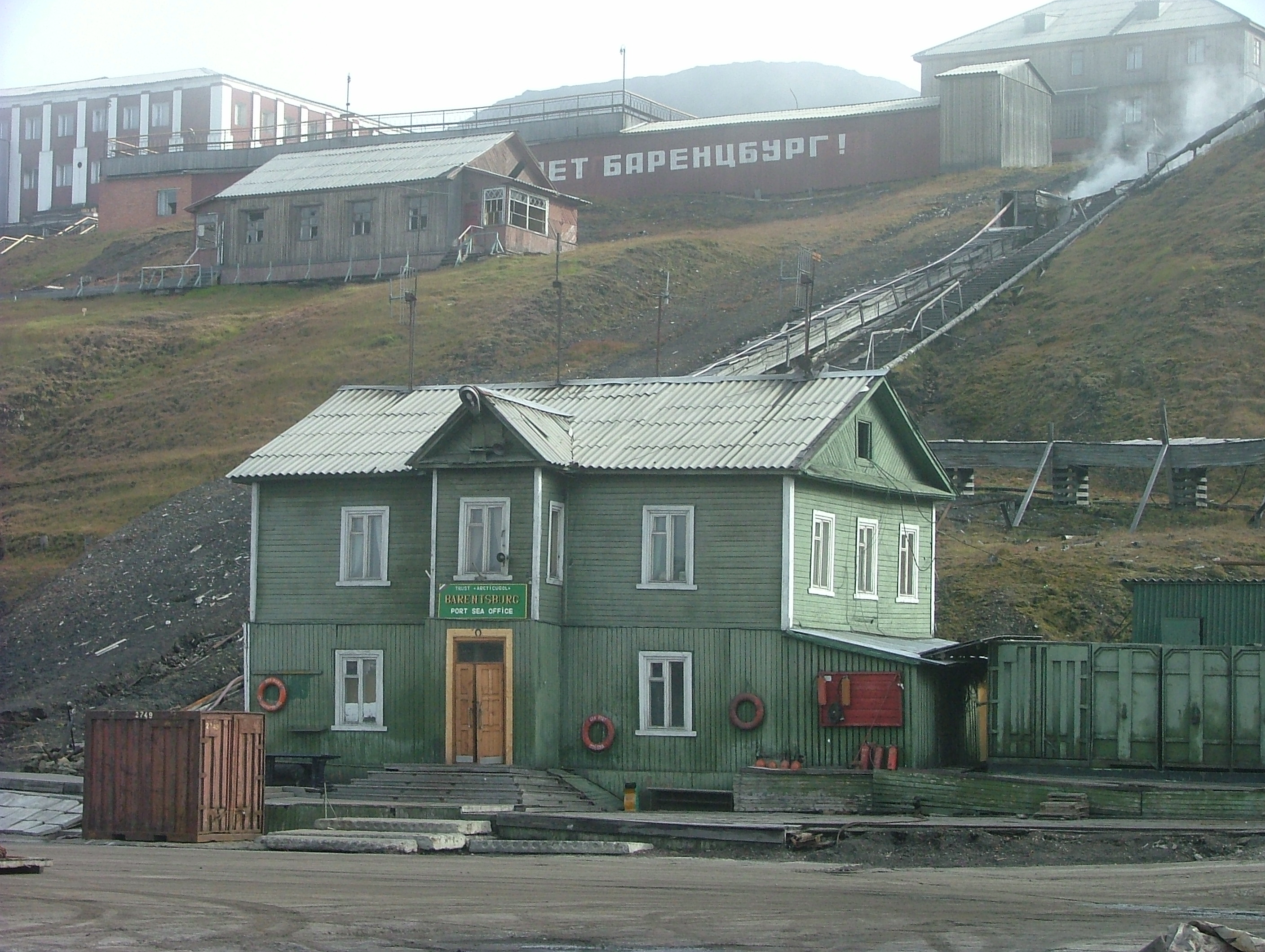
Una casa del moll de Barentsburg.

Svalbard tenia 2.642 habitants el 2012, dels quals 439 eren russos i ucraïnesos, 10 eren polonesos i 322 vivien en assentaments noruecs malgrat no ser noruecs. El 2005 els no noruecs de Longyearbyen eren tailandesos, suecs, danesos, iranians i alemanys.

### Assentaments
Longyearbyen és l'assentament més gran de l'arxipèlag, la seu del governador i la capital. A la ciutat hi ha un hospital, una escola de primària i de secundària, una universitat, un centre esportiu amb piscina, una biblioteca, un centre de la cultura, un cinema, servei d'autobusos, hotels, un banc, i diversos museus. El diari Svalbardposten es publica setmanalment. Només una petita fracció de l'activitat minera es manté a Longyearbyen; la majoria dels treballadors viatgen a Sveagruva on Store Norske hi té una mina activa. Sveagruva és una ciutat dormitori, amb els treballadors que es desplacen a Longyearbyen cada setmana.

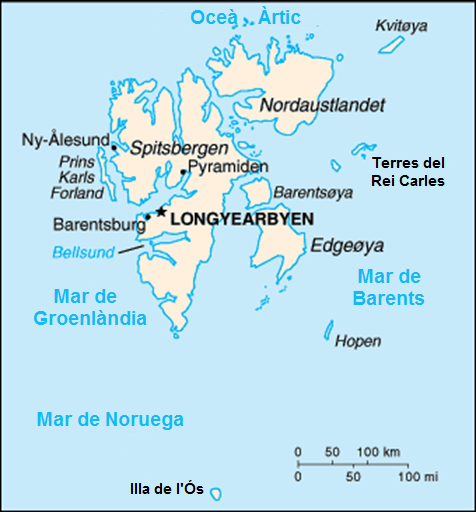
Mapa polític de l'arxipèlag.

Ny-Ålesund és un assentament permanent que es dedica a la investigació. Abans era un poble miner, i en gran part encara hi opera la companyia estatal noruega Kings Bay. Encara que té una mica de turisme, les autoritats noruegues limiten l'accés al llogaret per minimitzar l'impacte en el treball científic. Ny-Ålesund té una població de 35 persones a l'hivern i 180 a l'estiu. L'Institut Meteorològic de Noruega té estacions meteorològiques a l'illa de l'Ós i a Hopen, amb deu i quatre persones permanents, respectivament. A les dues estacions avançades també hi resideix personal d'investigació de manera temporal. Polònia té una estació d'investigació a Hornsund, amb deu residents permanents.

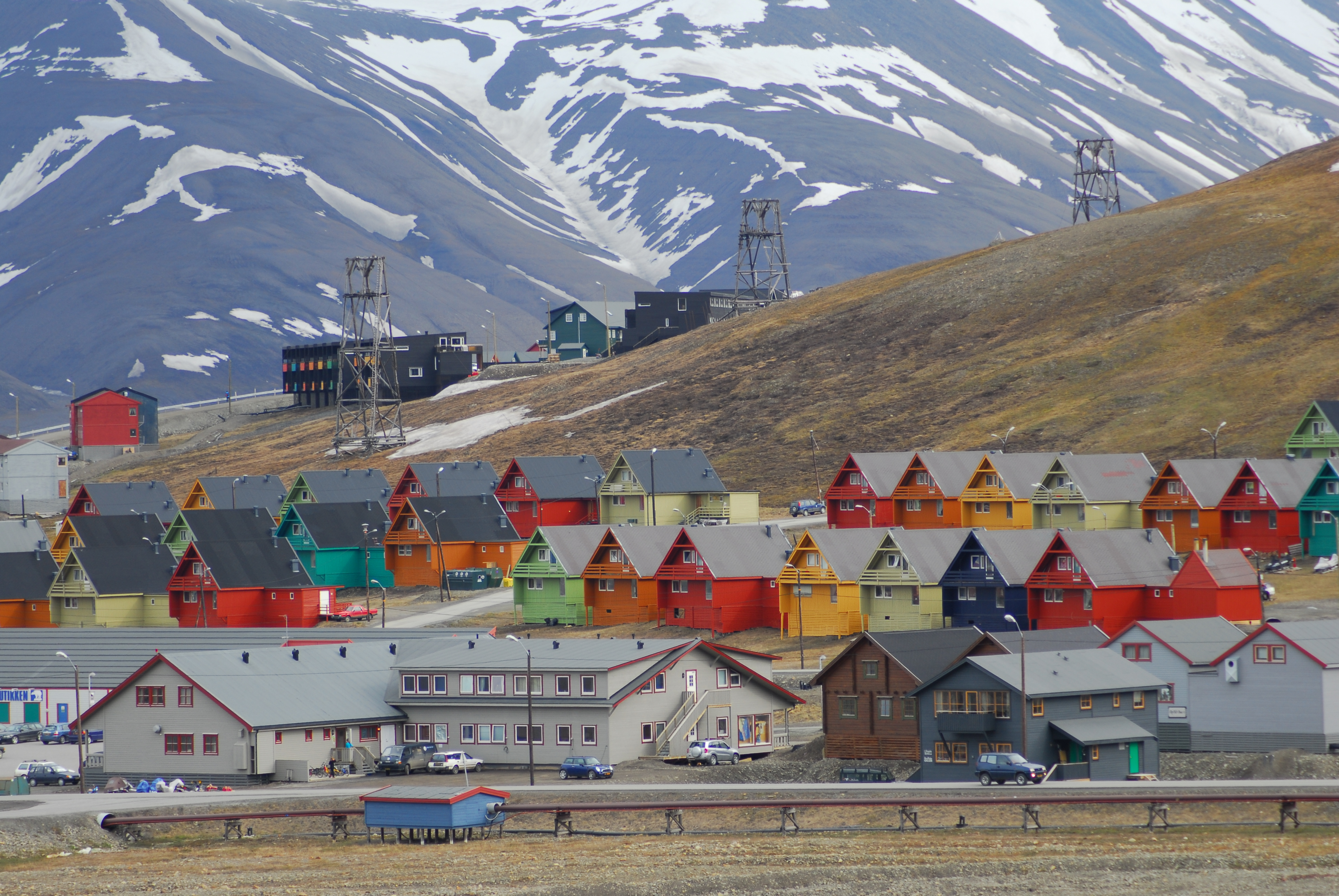
Cases de colors al centre de Longyearbyen.

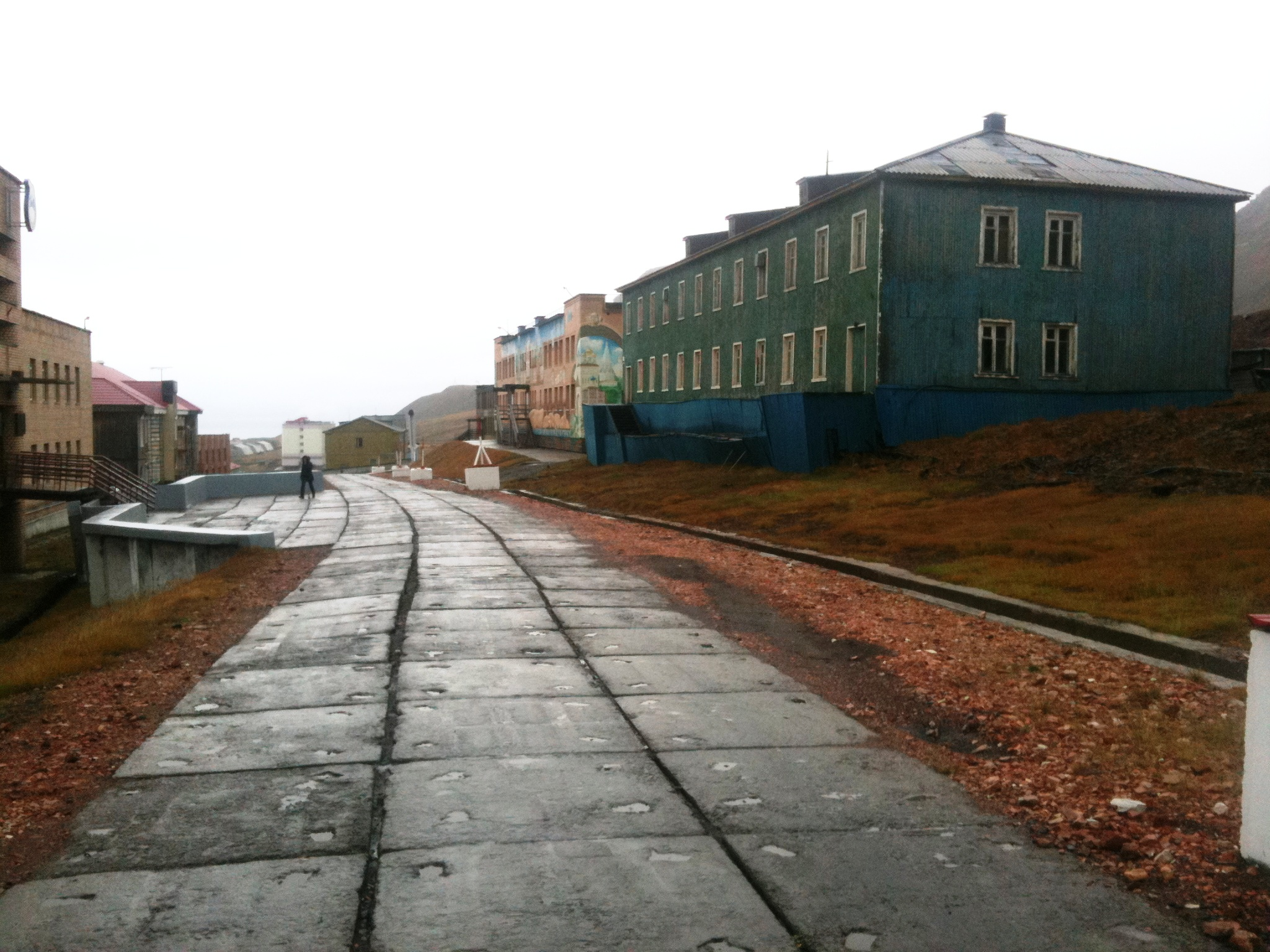
Un carrer de Barentsburg.

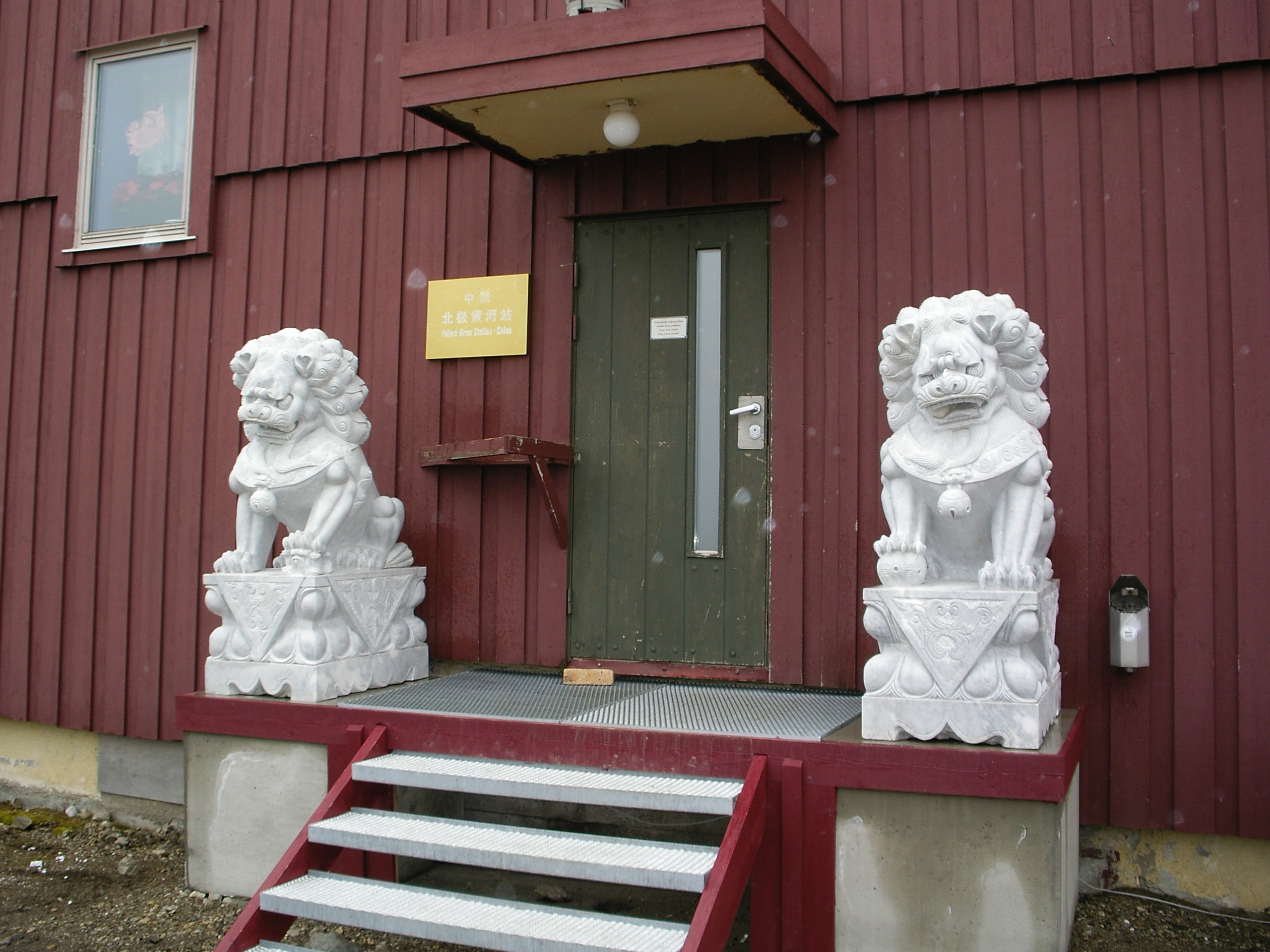
Entrada de l'estació d'investigació àrtica xinesa del Riu Groc.

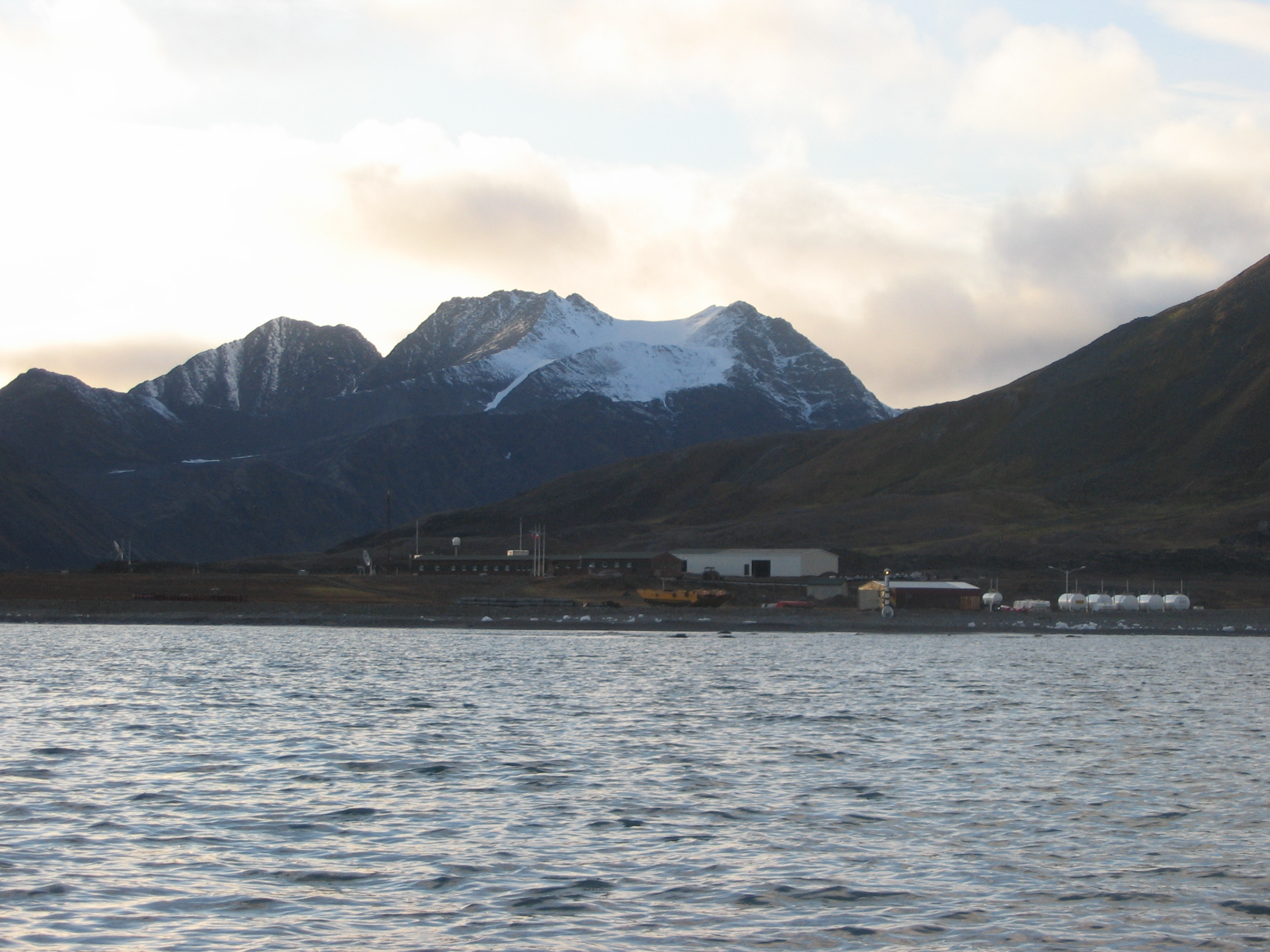
Vista de l'estació àrtica polonesa de Hornsund.

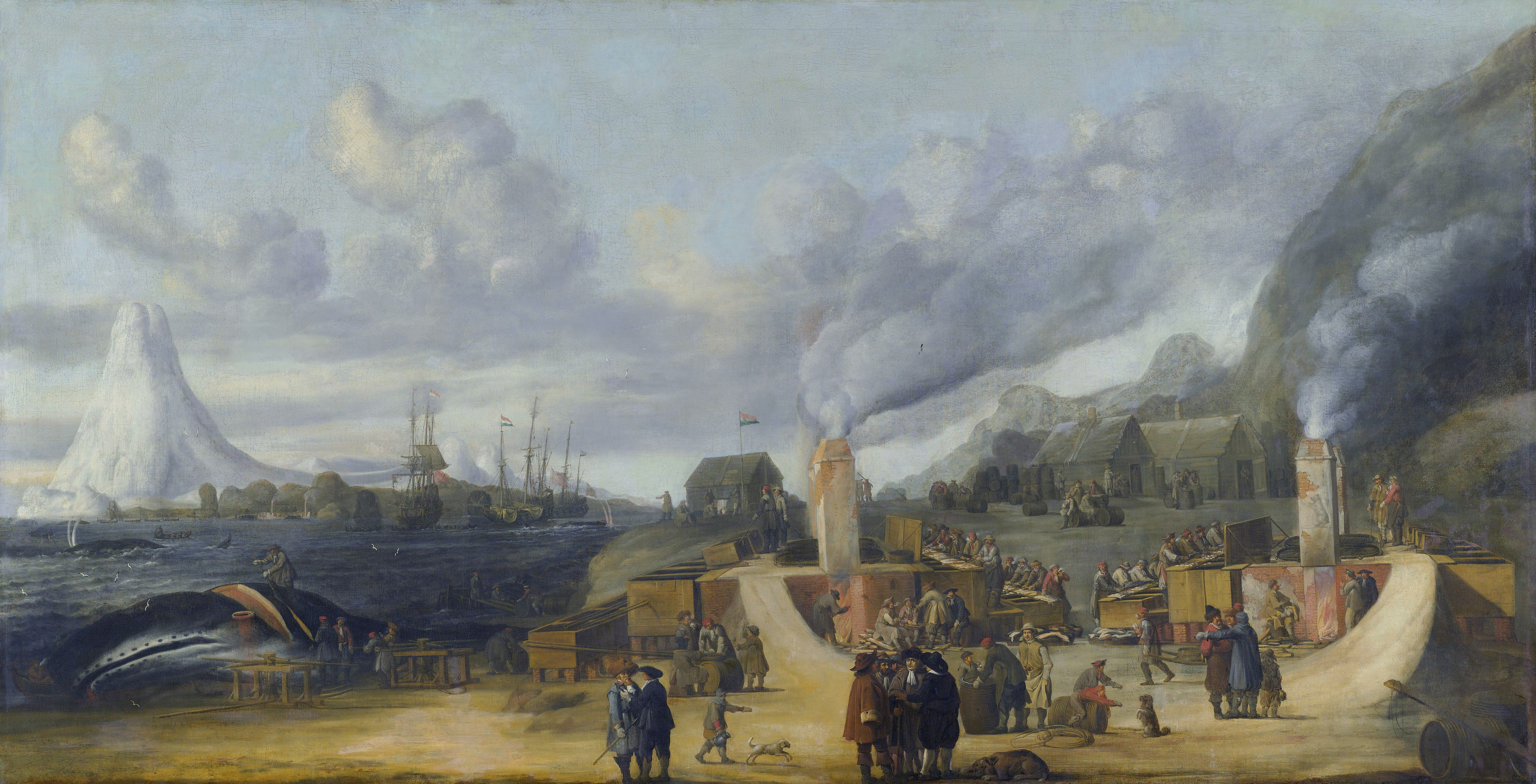
Caça de balenes a Smeerenburg, per Abraham Speech, 1634.

Barentsburg és l'assentament rus habitat de forma permanent després que Pyramiden fos abandonat el 1998. La ciutat és propietat d'una empresa: totes les instal·lacions són propietat d'Arktikugol, que opera una mina de carbó. A més de les instal·lacions mineres, Arktikugol ha obert un hotel, una botiga de souvenirs, un restaurant per als turistes que fan excursions a la zona i altres instal·lacions com una escola, una biblioteca, un centre esportiu, un centre comunitari, una piscina, una granja i un hivernacle. Pyramiden compta amb instal·lacions similars; ambdós assentaments estan construïts en l'estil soviètic arquitectònic de després de la Segona Guerra Mundial, amb les dues estàtues de Lenin més septentrionals del món i altres obres d'art del realisme socialista. El 2013 hi havia un grup de treballadors a l'abandonada Pyramiden per a mantenir la infraestructura i dirigir l'hotel, que s'ha tornat a obrir per als turistes. 
| Nom                        | Illa             | País            | Població | Abandonament |
| -------------------------- | ---------------- | --------------- | -------- | ------------ |
| Advent City                | Spitsbergen      | Noruega         | 0        | 1906         |
| Barentsburg (Баренцбург)   | Spitsbergen      | Rússia          | 471      |              |
| Base del Riu Groc (黄河站) | Spitsbergen      | R.P. de la Xina | 4        |              |
| Bjørnøya                   | Illa de l'Ós     | Noruega         | 9        |              |
| Brucebyen                  | Spitsbergen      | Noruega         | 0        | 1919         |
| Colesbukta                 | Spitsbergen      | Rússia          | 0        | 1972         |
| Bölscheøya                 | Bölscheøya       | Països Baixos   | 0        | 1655         |
| Finneset                   | Spitsbergen      | Anglaterra      | 0        | 1930         |
| Gåshamna                   | Spitsbergen      | Anglaterra      | 0        | 1655         |
| Gravneset                  | Spitsbergen      | Anglaterra      | 0        | 1625         |
| Grúmant (Грумант)          | Spitsbergen      | Rússia          | 0        | 1961         |
| Hopen Ràdio                | Hopen            | Noruega         | 4        |              |
| Hornsund                   | Spitsbergen      | Polònia         | 10       |              |
| Isfjord Ràdio              | Spitsbergen      | Noruega         | 8        |              |
| Kobbefjorden               | Illa Danesa      | Dinamarca       | 0        | 1650         |
| Lægerneset                 | Spitsbergen      | Anglaterra      | 0        | 1650         |
| Longyearbyen               | Spitsbergen      | Noruega         | 2.144    |              |
| Hiorthhamn                 | Spitsbergen      | Noruega         | 0        | 1921         |
| Ny-Ålesund                 | Spitsbergen      | Noruega         | 130      |              |
| Pyramiden (Пирамида)       | Spitsbergen      | Rússia          | 15       |              |
| Smeerenburg                | Illa d'Àmsterdam | Països Baixos   | 0        | 1660         |
| Sveagruva                  | Spitsbergen      | Noruega         | 225      |              |
| Virgohamna                 | Illa Danesa      | Països Baixos   | 0        | 1660         |
| Ytre Norskøya              | Spitsbergen      | Països Baixos   | 0        | 1690         |
| Svalbard                   |                  |                 | 2.654    |              |

### Religió
La majoria de la població forma part de l'Església de Noruega. Els catòlics a l'arxipèlag depenen de la Diòcesi Catòlica d'Oslo.

## Política
El tractat de Svalbard del 1920 va establir la sobirania noruega total de l'arxipèlag. Les illes són, a diferència del territori antàrtic noruec, una part del Regne de Noruega i no una dependència. El tractat va entrar en vigor el 1925, arran de la Llei de Svalbard. Els quaranta països signants del tractat tenen el dret a realitzar activitats comercials a l'arxipèlag, sense discriminació, malgrat que tota l'activitat està subjecta a la legislació noruega. El tractat limita el dret de Noruega per recaptar impostos al finançament dels serveis a Svalbard. Per tant, Svalbard té un impost sobre la renda més baix que a la Noruega continental, i no hi ha impost sobre el valor afegit. Svalbard és una zona desmilitaritzada, ja que el tractat prohibeix l'establiment d'instal·lacions militars. L'activitat militar noruega es limita a la vigilància de la pesca que fa la Guàrdia Costanera de Noruega, tal com requereix el tractat amb Noruega per protegir el medi ambient natural.
La Llei de Svalbard va crear la figura del governador de Svalbard (en noruec: Sysselmannen), que és governador de l'arxipèlag, cap de la policia i exerceix el poder executiu. Les responsabilitats inclouen la política ambiental, el dret de família, el dret a policia, recerca i rescat, la gestió del turisme, els serveis d'informació, el contacte amb els assentaments estrangers, així com el poder judicial en algunes àrees d'investigacions marítimes i casos judicials exàmens, però no en els que actua com a policia. Des del 2015 el governador és Kjerstin Askholt, que és assistit per un equip de 35 professionals.
Des del 2002 el Consell de la Comunitat de Longyearbyen ha tingut la majoria de les responsabilitats que tenen els municipis, inclosos els serveis públics, educació, instal·lacions culturals, cos de bombers, carreteres i ports. No hi ha, però, seguretat social (els residents noruecs només tenen aquest dret al continent). L'hospital de Svalbard forma part de l'Hospital Universitari de Noruega del Nord, mentre que l'aeroport és operat per l'estatal Avinor. Ny-Ålesund i Barentsburg romanen com a pobles industrials amb tota la infraestructura propietat de Kings Bay i Arktikugol, respectivament. Altres oficines públiques amb presència a Svalbard són la Direcció nacional de Mineria, l'Institut Polar Noruec, l'Administració Tributària de Noruega i l'Església de Noruega. Svalbard està subordinada als dos tribunals ubicats a Tromsø.
Tot i que Noruega és part de l'Espai Econòmic Europeu (EEE) i l'espai Schengen, Svalbard no forma part d'aquests dos espais. Els residents de Svalbard que no són noruecs no necessiten visats Schengen, però se'ls prohibeix arribar a Svalbard des de la Noruega continental. Les persones sense una font d'ingressos poden ser rebutjades pel governador. Les persones que venen de països signants del Tractat de Svalbard poden visitar l'arxipèlag sense visat. Rússia conserva un consolat a Barentsburg.
Al setembre del 2010 es va fer un tractat entre Rússia i Noruega per fixar el límit entre l'arxipèlag de Svalbard i l'arxipèlag de Nova Terra. L'augment d'interès en l'exploració de petroli a l'Àrtic va augmentar l'interès en una solució de la controvèrsia. L'acord té en compte les posicions relatives dels arxipèlags, en lloc de basar-se simplement en l'extensió cap al nord de la frontera continental de Noruega i Rússia.

## Economia

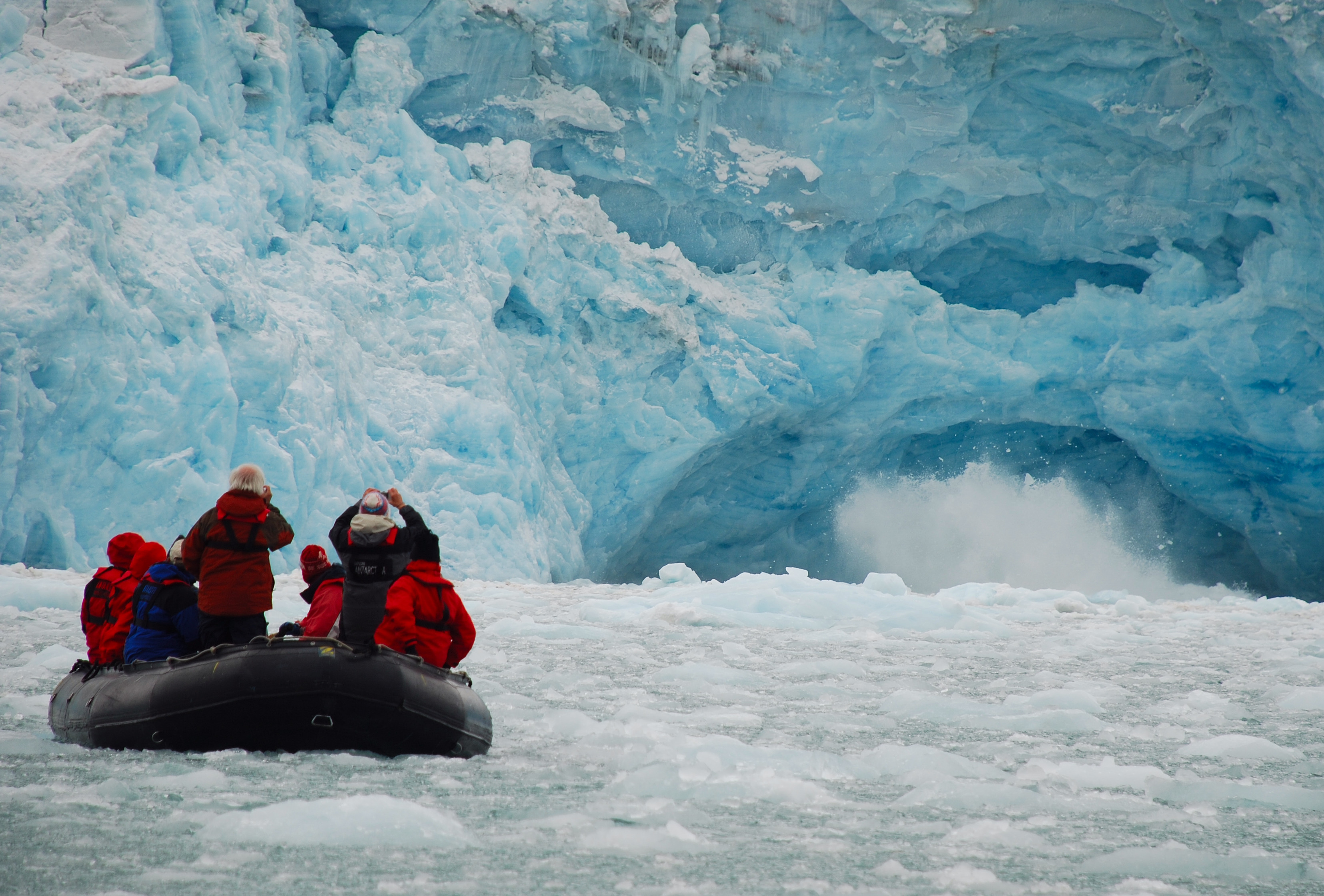
Un grup de turistes visitant una glacera.

Les tres principals indústries de Svalbard són el carbó, el turisme i la investigació. El 2007 hi havia 484 persones que treballaven en el sector miner, 211 en el sector turístic i 111 en l'educació. Aquest mateix any el sector miner va produir uns ingressos de 2.008 milions de NOK (corones noruegues), el turisme 317 milions de NOK i la investigació 142 milions de NOK. El 2006 les persones econòmicament actives van tenir uns ingressos mitjans de 494.700 NOK, un 23% més que els habitants de la zona continental. Gairebé tots els habitatges són propietat dels empresaris, que els lloguen als seus empleats. Per això les cases en propietat són poques, i majoritàriament són segones residències. Per aquest motiu és pràcticament impossible viure a Svalbard sense treballar per a una empresa establerta.
Des del re-assentament de la població a Svalbard a principis del segle xx, qui ha explotat les mines de carbó han estat tant noruecs com russos. Aquest fet confirma la teoria de la tectònica de plaques, ja que no hi ha arbres a l'arxipèlag per raons climàtiques. Store Norske Spitsbergen Kulkompani és una subsidiària del ministeri noruec de comerç i indústria i explota les mines de Svea Nord a Sveagruva i Mine 7 a Longyearbyen. La primera va produir 3,4 milions de tones de carbó el 2008 mentre que la segona va usar el 35% de la seva producció per a la planta elèctrica de Longyearbyen. Des del 2007 no hi ha hagut una explotació significativa per part de la companyia estatal russa Arktikugol a Barentsburg. Hi ha hagut prospeccions petrolieres a terra sense resultats satisfactoris. Les autoritats noruegues no permeten perforacions al mar per raons mediambientals i les zones en què es van realitzar les prospeccions s'han declarat protegides. El 2011 es va anunciar un pla de 20 anys per explotar els recursos marins petrolífers i de gas al voltant de Svalbard.

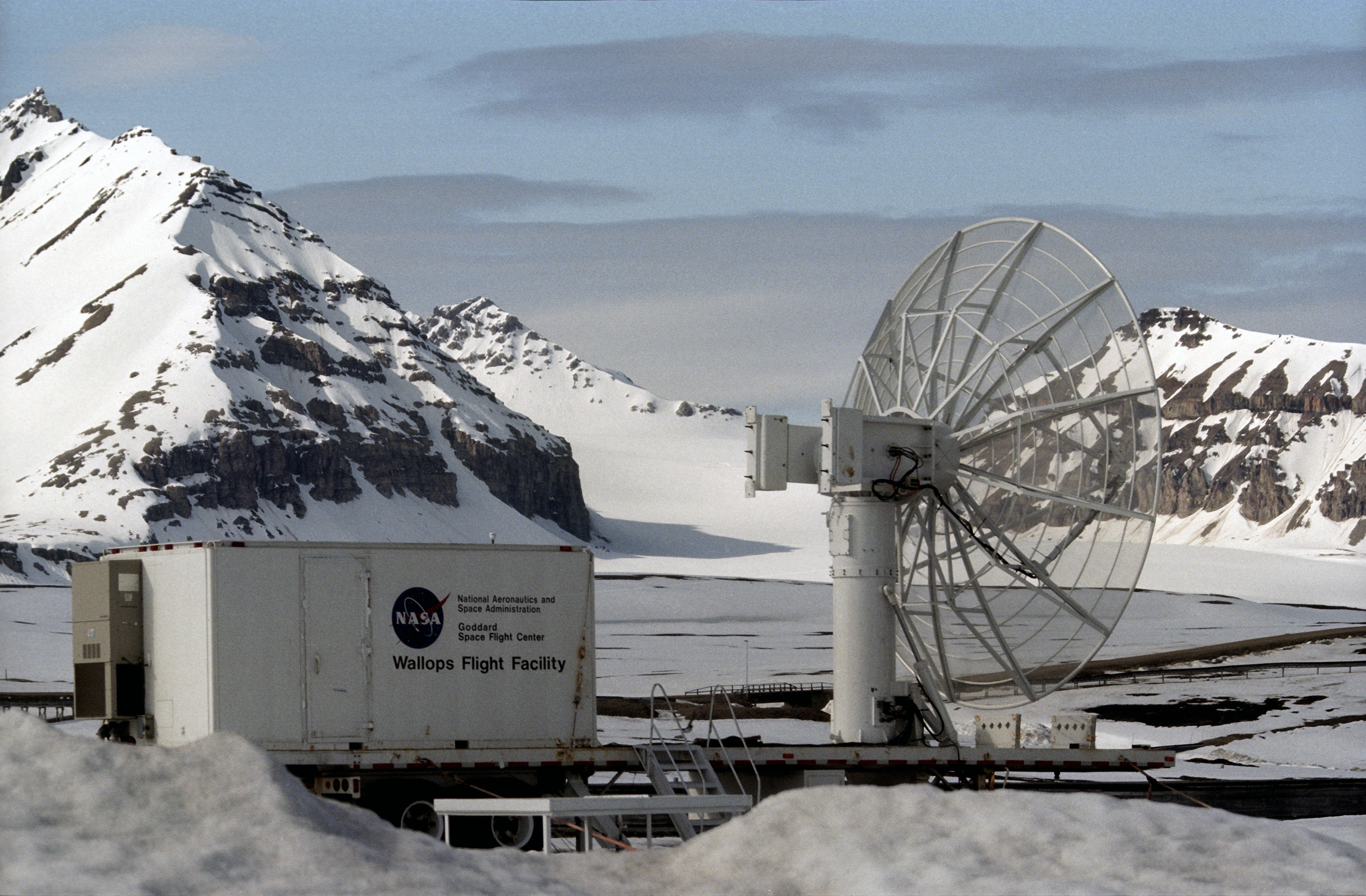
Centre d'investigació de la NASA a Ny-Ålesund.

Svalbard ha estat històricament un centre tant pesquer com balener. Noruega reclama des de 1977 una zona econòmica exclusiva al voltant de l'arxipèlag, amb 31.688 quilòmetres quadrats d'aigües interiors i 770.565 quilòmetres de zona econòmica exclusiva. Noruega manté una política pesquera restrictiva a la zona que és disputada per Rússia. El turisme està enfocat principalment cap a la natura i està concentrat al voltant de Longyearbyen. Les activitats inclouen senderisme, piragüisme, rutes per glaceres i coves o safaris en motos de neu o múixing. Els creuers generen la major part del trànsit marítim, incloent els d'esbarjo i les expedicions amb principi o fi a Svalbard. El trànsit es concentra principalment entre el març i l'agost. El nombre de persones que dorm a Svalbard s'ha quintuplicat entre el 1991 i el 2008, quan van arribar a les 93.000.
A Svalbard la investigació es concentra al voltant de Longyearbyen i Ny-Ålesund, les àrees més accessibles a l'alta Àrtida. Noruega concedeix permisos a qualsevol país per dur a terme estudis a Svalbard. Per això a l'arxipèlag hi ha l'estació polar polonesa de Hornsund i l'estació àrtica xinesa Riu Groc, a més de les instal·lacions russes a Barentsburg. El centre universitari de Svalbard a Longyearbyen ofereix estudis universitaris i de postgrau a 350 estudiants en diverses ciències àrtiques, especialment biologia, geologia i geofísica. Els cursos complementen els estudis de les zones continentals. No s'ha de pagar matrícula i els cursos es fan exclusivament en anglès.
A la Volta Global de Llavors s'hi conserven més de 1400 espècies de llavors de plantes alimentàries per protegir la biodiversitat, especialment davant de qualsevol risc de catàstrofe global. Entre els centenars d'espècies protegides, n'hi ha dues procedents de Catalunya: l'enciam silvestre (lactuca serriola, procedent de Llagostera), i el lli (linum usitatissimum, de Caldes de Malavella).

## Natura

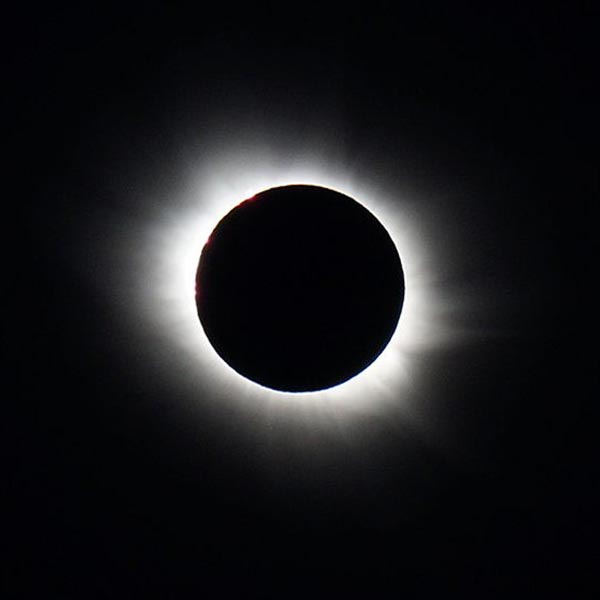
L'eclipsi solar total del 20 de març de 2015 des de Longyearbyen.

Hi ha set parcs nacionals a Svalbard: Forlandet, Indre Wijdefjorden, Nordenskiöld Land, Nordre Isfjorden Land, Nordvest-Spitsbergen, Sassen-Bünsow Land i Sør-Spitsbergen. L'arxipèlag té quinze santuaris d'aus, una àrea protegida i sis reserves de la natura entre les quals es troben Nordaust-Svalbard i Søraust-Svalbard, que són més grans que qualsevol dels parcs nacionals. La major part de les reserves naturals i tres dels parcs nacionals foren creats el 1973, i la resta són de la dècada del 2000. Les àrees protegides representen un 65% de l'arxipèlag. Svalbard és a la llista temptativa de Noruega per la nominació com a patrimoni de la humanitat per la UNESCO.
Svalbard i les illes Fèroe van ser els únics llocs habitats del món on es va poder veure completament l'eclipsi solar total del 20 de març de 2015, que també fou vist parcialment a la resta d'Europa i al nord d'Àfrica.

### Fauna

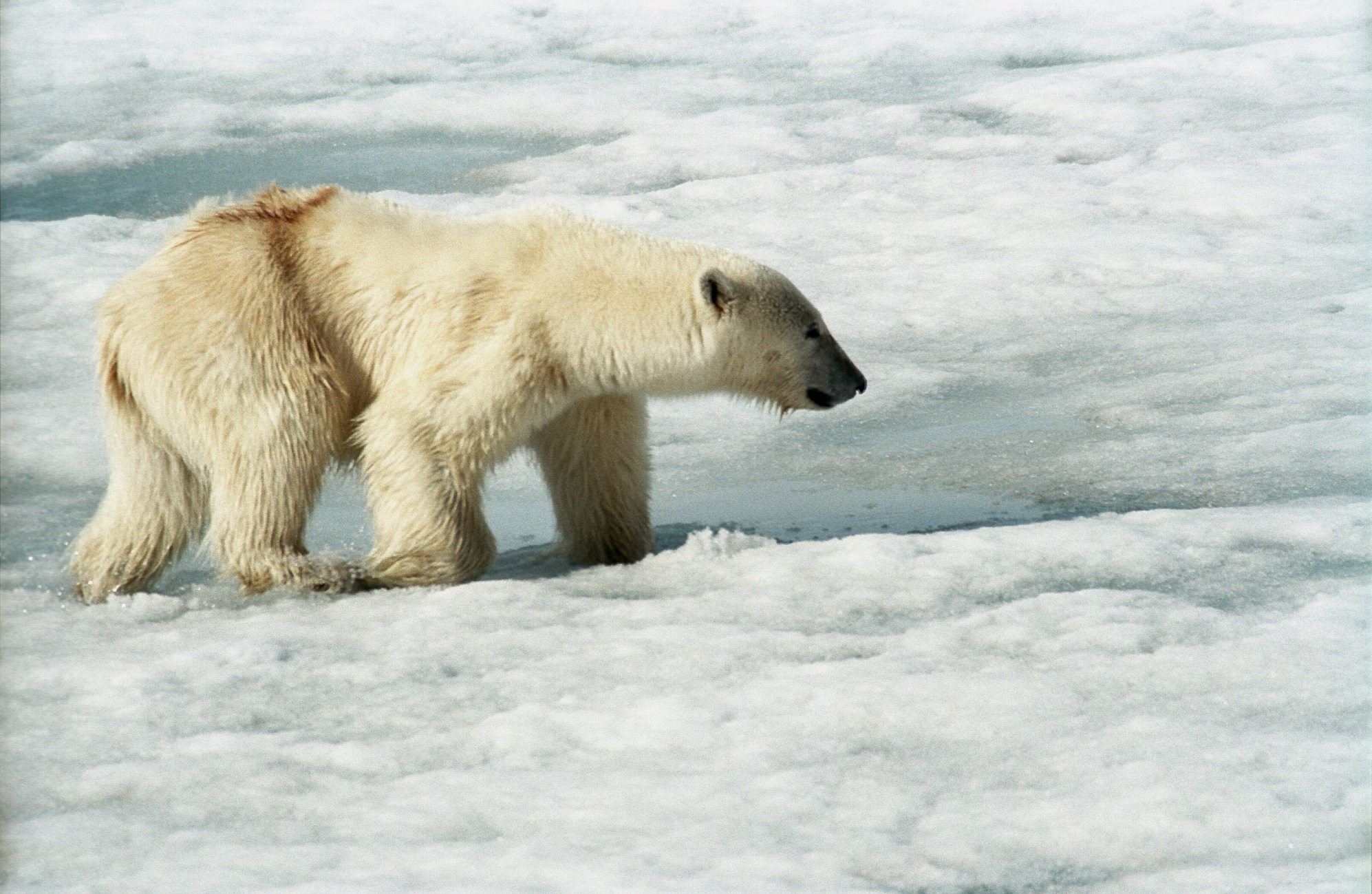
Un os polar prop de Hornsund.

A més dels éssers humans hi ha tres espècies de mamífers terrestres a l'arxipèlag: la guineu àrtica, el ren de Svalbard, i l'accidentalment introduït talpó de camp, que només es troba a Grúmant. Els intents d'introduir la llebre polar i el bou mesquer han estat fallits. Hi ha de quinze a vint tipus de mamífers marins, entre els quals hi ha les balenes, els dofins, les foques, les morses i els ossos polars.

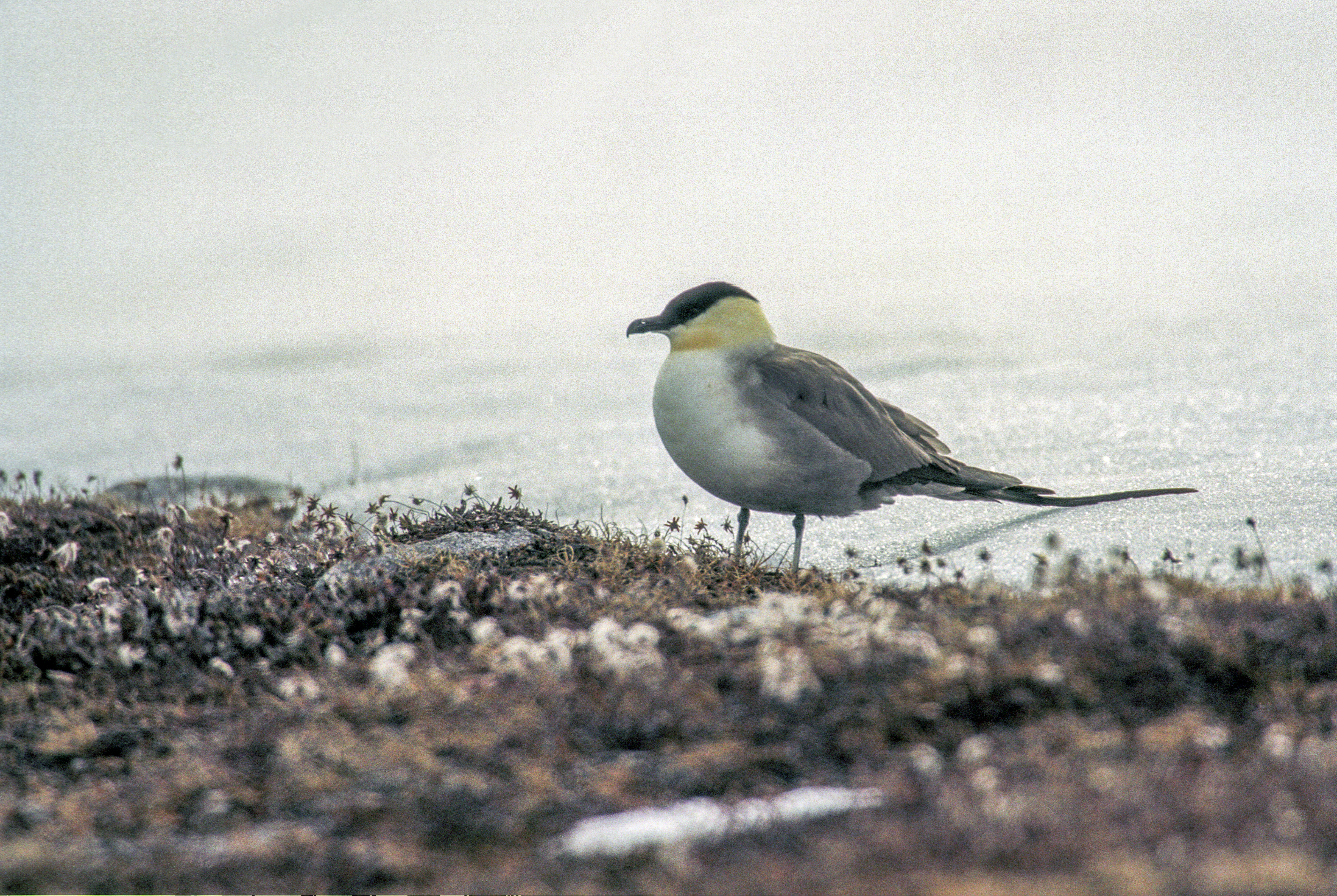
Un paràsit cuallarg.

Els ossos polars són el símbol icònic de Svalbard, i una de les principals atraccions turístiques. Tanmateix, és obligatori que tothom dugui un rifle sempre que se surt d'un assentament, per defensar-se davant d'atacs dels ossos polars, després que un estudiant britànic morís atacat per un os polar el 2011. Svalbard i la terra de Francesc Josep comparteixen una població de 3.000 ossos polars, la població més important a les illes del Rei Carles.

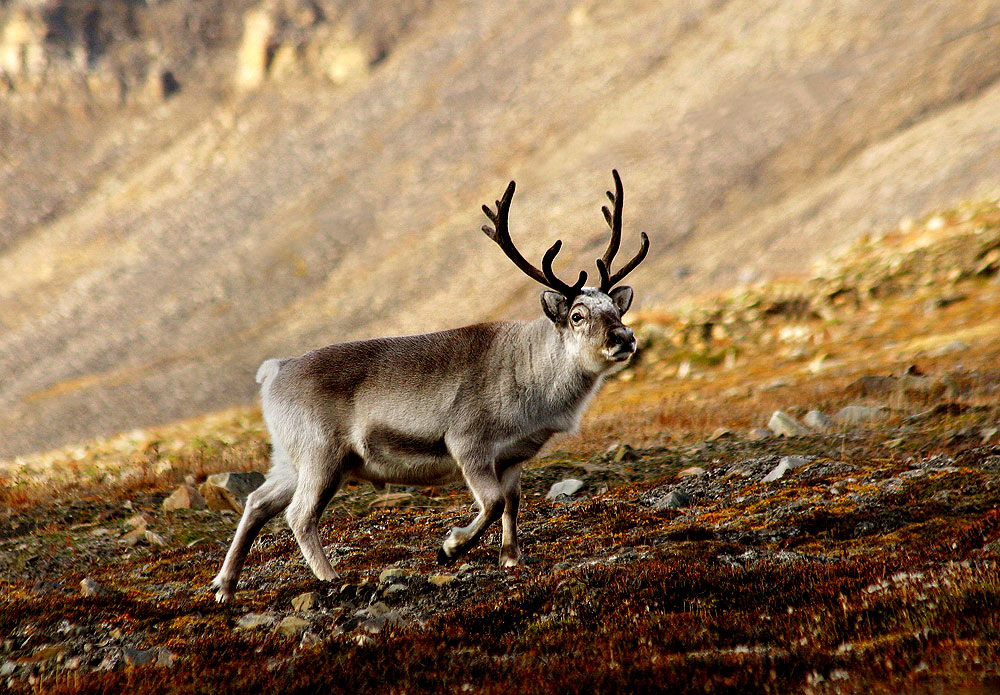
Un ren de Svalbard.

El ren de Svalbard (R. tarandus platyrhynchus) és una subespècie autòctona de l'arxipèlag. Tot i que gairebé havia desaparegut, actualment es pot caçar legalment (igual que la guineu àrtica). Hi ha pocs animals domesticats als establiments russos.
A Svalbard hi ha una trentena d'espècies d'aus, la majoria de les quals són migratòries. La mar de Barentsz es troba entre les zones del món on hi ha més aus marines, amb prop de 20 milions a finals d'estiu. Els més comuns són el gavotí, el fulmar, el somorgollaire de Brünnich i la gavineta. Setze espècies d'aus presents a Svalbard són a la Llista Vermella d'espècies amenaçades de la UICN. Particularment a l'Illa de l'Ós, a l'Storfjorden, Nordvest-Spitsbergen i Hopen és on aquestes espècies troben aliment. El xatrac àrtic fa una llunyana migració; des de Svalbard fins a l'Antàrtida (uns 38.000 km). Només dos ocells cantaires migren a Svalbard per reproduir-se: el sit blanc i el còlit. La perdiu blanca és l'única au que passa l'hivern a l'arxipèlag. També s'han trobat restes de Pliosaurus del Juràssic a Svalbard.; és el rèptil marí més gran de l'era dels dinosaures que s'ha trobat amb gairebé 15 m de llarg.

### Flora

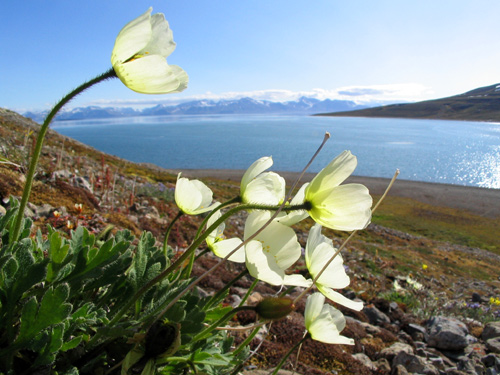
La Rosella de Svalbard (Papaver dahlianum) es troba al desert polar de Svalbard

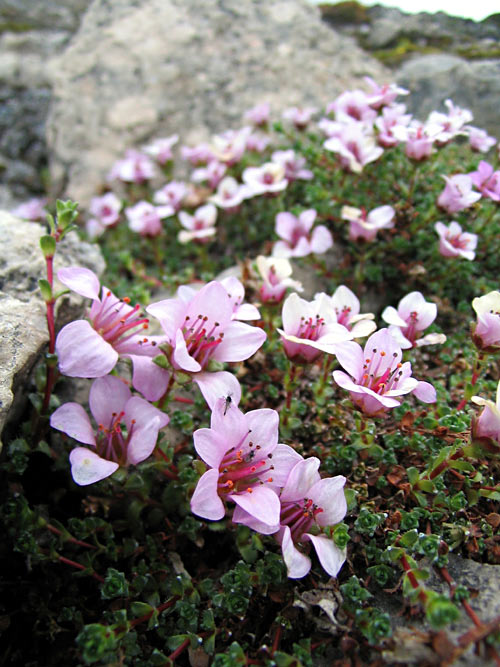
Una saxífraga porpra.

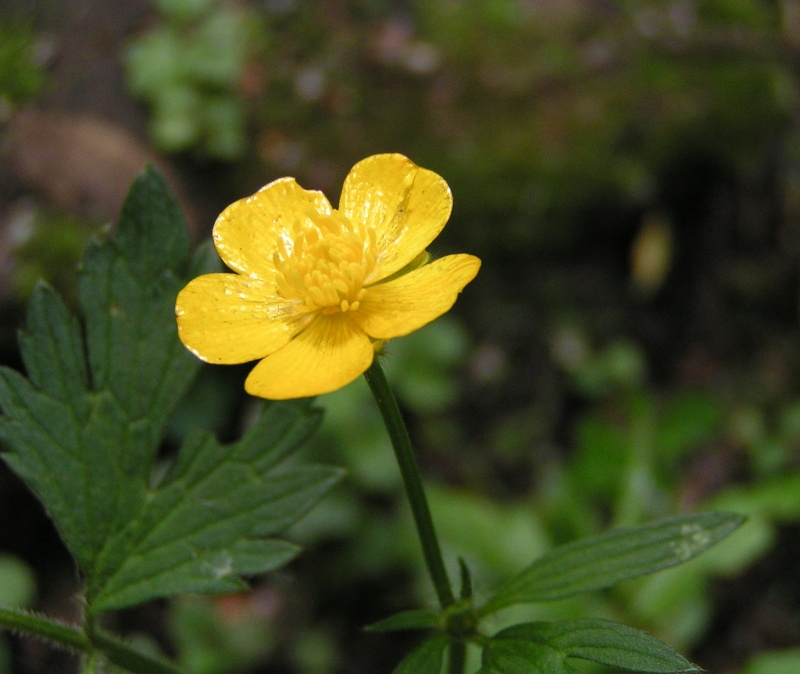
Un ranucle.

La tundra àrtica (amb 165 espècies de plantes amb flor) cobreix les terres no cobertes pel gel de les glaceres o de les muntanyes. La neu no desapareix del terreny fins al solstici d'estiu i l'estació vegetativa es redueix a uns 90 dies. Entre les flors de mida petita destaquen la minuàrtia i l'alfàbrega nival. La brevetat de l'estació vegetativa escurça el cicle reproductiu. En el cas dels hemicriptòfits, es protegeixen amb les fulles de l'any anterior. En camèfits llenyosos rampants el tapís de neu protegeix els borrons, i els geòfits es formen sota terra des de la tardor.
Els mecanismes de reproducció s'adapten amb autopol·linització (autogàmia) per pal·liar la carència d'insectes, també es produeixen llavors sense fertilització i esqueixos d'alquemil·la i ocasionalment de ranucle. La falsa viviparitat és la formació d'un bulb sobre la planta mare a Polygonum, ja que l'autèntica viviparitat és la formació de llavors sobre la planta mare.
A la tundra el suport físic és inestable, les roques no són adequades per arrelar i hi ha processos d'acció de la gravetat, la solifluxió erosió hídrica, crioturbació i el vent. Rarament és adequat el règim hidrològic del sòl, el permagel és impermeable i comporta un excés d'aigua excepte si el material és gruixut i unes condicions topogràfiques adequades donin una bona percolació però si es dona aquest cas intervenen les carències de nutrients.
Els sòls són pobres en argila, ja que no se'n forma (no hi ha hidròlisi dels silicats alumínics ni dissolució de carbonats) els microorganismes del sòl no poden actuar gaire ni transformar la fullaraca en humus. L'humus és del tipus mor.
Els carbons terciaris evidencien una flora temperada, precedida per una flora tropical de tota Lauràsia de la qual Svalbard se separà. Per tant, Svalbard, fa milions d'anys, estava a una latitud més baixa. A finals del terciari la flora àrtica constava de 1.500 espècies. A la frontera plio-pleiostocena es va definir la flora àrtica circumpolar. Cap a 900000 aC l'oceà àrtic es cobreix de gel permanent. La saxífraga porpra colonitza les glaceres retirades.
A principis del segle xxi a Svalbard hi ha set dels 15 tipus de la formació vegetal de la zona àrtica. El 75% de les espècies es troben als fiords i les valls desglaçades de l'interior. Entre les 165 espècies vasculars n'hi ha 59 d'herbàcies, 56 de gramínies i 10 de llenyoses. No hi ha arbres ni arbusts a causa del clima extremadament fred. Entre les no vasculars hi ha 260 muscínies, 82 hepàtiques, i 283 altres criptògames (algues, fongs i líquens). L'illa de Groenlàndia, a la mateixa latitud (75°-80°), només compta amb 122 espècies; de la mateixa manera que la Nova Terra (75°-77°), amb només 70, o la Terra de Francesc Josep (74°-81°), amb 74 espècies.
De les espècies vasculars de Svalbard, n'hi ha 105 a la Groenlàndia oriental; 79 a la Terra de Peary i 63 a la Nova Terra. A Svalbard hi ha 43 espècies que no provenen de l'oceà àrtic sinó que són de distribució amfiatlàntica.
Entre els líquens la morfologia és molt variada: la forma fruticulosa domina a la tundra amb les espècies de Cetraria delisei i liquen d'Islàndia. Altres líquens dominants són Leciophysma finmarkicum i Xanthoria elegans. Els llocs amb excrements d'ocells ocupen quilòmetres d'extensió i són “oasis nitròfils”.

## Transports

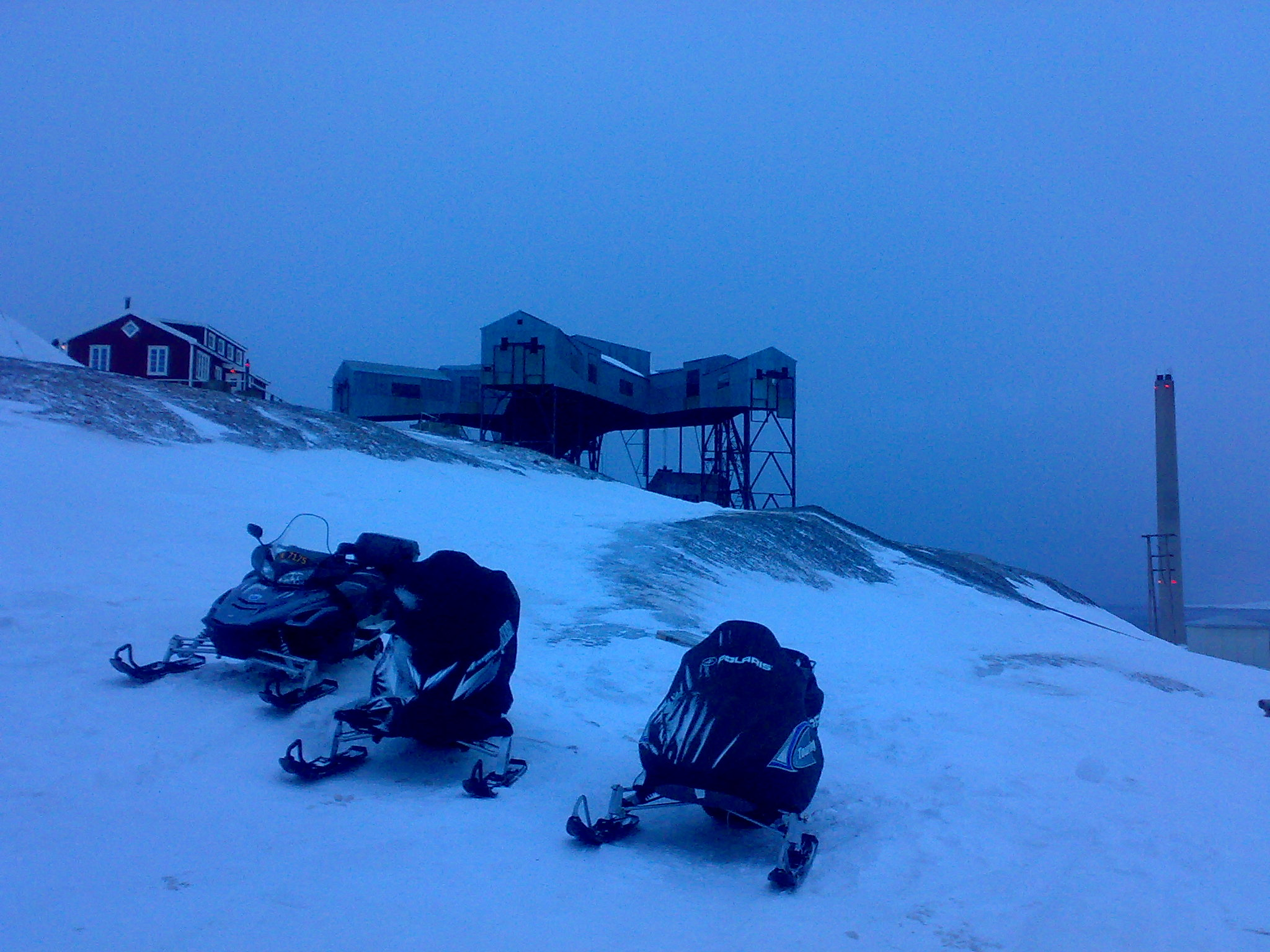
Les motos de neu són un important forma de transport a Svalbard. La foto està feta a Longyearbyen.

A Longyearbyen, Barentsburg i Ny-Ålesund hi ha sistemes de carreteres que no es connecten entre si. Tot el transport motoritzat fora d'asfalt està prohibit, excepte les motos de neu, que són àmpliament utilitzades pel comerç i els esports d'hivern. El viatge de Longyearbyen a Barentsburg (45 km) i a Pyramiden (100 km) es pot fer en moto de neu a l'hivern o amb vaixell durant tot l'any. Tots els assentaments tenen ports i Longyearbyen té un sistema d'autobusos.
L'aeroport de Svalbard-Longyear, situat a 3 quilòmetres de Longyearbyen, és l'única oferta de transport aeri fora de l'arxipèlag. Avions de Scandinavian Airlines volen cada dia a Tromsø i Oslo. La companyia de baix cost Norwegian Air Shuttle té un servei entre Oslo i Svalbard, operant tres o quatre vegades a la setmana; també hi ha serveis a la carta irregulars a Rússia. La companyia Finnair opera tres vegades a la setmana de Hèlsinki a Longyearbyen, encara que només durant la temporada d'estiu. Lufttransport ofereix serveis regulars de Longyearbyen a Ny-Ålesund i també n'ofereix de Longyerabyen a Sveagruva per les empreses Kings Bay i Store Norske; aquests vols, en general, no estan disponibles per al públic. Hi ha heliports a Barentsburg i Pyramiden, i els helicòpters són utilitzats amb freqüència pel governador i en menor mesura l'empresa minera Arktikugol.

## Svalbard a la ficció
L'arxipèlag apareix en la novel·la de Philip Pullman Llums del Nord. A la Svalbard de la novel·la hi viuen els Ossos Cuirassats. També Spitsbergen apareix com a nom del gos antagonista de la novel·la de Jack London "La crida del Bosc".
Svalbard apareix també a la segona saga dels Cavallers del Zodíac amb el nom d'Asgard, ja que es descriu a l'arxipèlag com un grup d'illes situades sobre el cercle polar àrtic, a l'extrem nord d'Europa i de cultura nòrdica. Era costum de l'autor d'aquesta sèrie posar noms ficticis a alguns llocs reals com també va fer amb les illes Socotora, Jammu i Caixmir.
A Risk II, la continuació del popular joc de taula Risk, Svalbard és un dels nous territoris al costat de les Filipines, Nova Zelanda, Nunavut, les Illes Malvines i Hawaii. Al joc, Svalbard està connectat amb Groenlàndia i Escandinàvia. Per altra banda, al videojoc Capcom Vs SNK els escenaris tenen lloc a Barentsburg. Es tracta d'un escenari cobert de gel on s'observa un trencaglaç.
Svalbard apareix també en alguns capítols del llibre de Matt Haig, "The Midnight Library".